# Tamba mindoro
Tamba mindoro är en fjärilsart som beskrevs av Felder 1874. Tamba mindoro ingår i släktet Tamba
 och familjen nattflyn. Inga underarter finns listade i Catalogue of Life.